# Benoît Farjat
Benoît Farjat est un graveur français né en 1646 et mort en 1724.

## Biographie
Farjat semble avoir été l'élève de Guillaume Chasteau (d'après Florent le Comte et Pierre-Jean Mariette), sans que l'on sache bien quand cela a pu se passer. Les liens entre les deux hommes sont en tout cas avérés : des planches de Farjat portent l'excudit de Chasteau et des planches de Farjat figurent dans l'inventaire après décès de Chasteau.
Il part à Rome avec onze artistes, sous la conduite de Noël Coypel : il y arrive en janvier 1673 et loge à l'Académie de France à Rome. Il y épouse dès l'année suivante Margarita, fille de Giovanni Francesco Grimaldi, dit « il Bolognese » : il en a au moins quatre enfants.
Contrairement à ce qui a souvent été répété en reprenant les imprimés anciens, il n'est pas mort en 1720 mais en 1724, comme l'indique l'acte de sépulture en la basilique San Lorenzo in Lucina de Rome. Cet acte le dit « âgé d'environ 69 ans », ce qui inclinerait à le faire naître en 1655 (et non en 1645 ou 1646 comme il est souvent affirmé) : cependant, à ce jour, aucun document d'archive ne le prouve.

## Œuvre
Benoît Farjat grave en taille-douce. C'est un graveur d'interprétation, dont on ne connaît aucune œuvre originale.
Le catalogue de ses œuvres est publié dans l'Inventaire du fonds français de la Bibliothèque nationale de France, complété par l'article d'Henriette Pommier dans les Nouvelles de l'estampe : il comporte 156 numéros.